# Horkhang Sonam Palbar
Horkhang Sonam Palbar (tibétain : ཧོར་ཁང་བསོད་ནམས་དཔལ་འབར་, Wylie : hor khang bsod nams dpal 'bar, pinyin tibétain : Horkang Sönam Bäpar) (1919-1995) est un érudit tibétain issu de la famille Horkhang.

## Biographie
Il a étudié l'anglais à l'école anglaise de Gyantsé de Frank Ludlow, ainsi qu'avec Hugh E. Richardson. À partir de 1947, il fut nommé ministre laïc des Finances à Chamdo et rencontra à ce titre Robert Ford.
Horkhang Sonam Pembar fut en relation avec le Geshé  mongol Chökyi Drakpa, Gendün Chöphel et Sonam Tomjor, le frère de Jamyang Norbu,.
Chökyi Drakpa, auteur du dictionnaire de Geshé Chodrak, fut le maître spirituel de Horkhang Sonam Palbar.
Ngapo Ngawang Jigmé est son frère aîné.
À la fin des années 1980, avec son fils Jampa Tendar, il finança la restauration du Gyama Trikhang Choerten, un chörten situé sur le lieu de naissance du roi Songtsen Gampo.

## Ouvrages
- The White Annals (Deb ther dkar po)[8]
- dGe 'dun chos 'phel gyi gsung rtsom, dGe 'dun chos 'phel (1905?-1951) / Siddhartha's Intent Publication, 2001
- Bod kyi gtam dpe phyogs bsgrigs, Bod ljongs mi dmangs dpe skrun khang, 1998, 1982
- Dge-ʾdun-chos-ʾphel gyi gsuṅ rtsom - Volume 3, Dge-ʼdun-chos-ʼphel (A-mdo), 1994
- Hor-Khan Bsod-Nams-Dpal-'Bar Gyi Gsun Rtsom Phyogs Bsgrigs, 1999
- Sum rtags kyi ʼgrel pa chu gter gsar paʼi rba rlabs, 1983